# Adrian Veștea
Adrian-Ioan Veștea (ur. 14 grudnia 1973) – rumuński polityk, ekonomista i samorządowiec, w latach 2023–2024 minister rozwoju, robót publicznych i administracji.

## Życiorys
Absolwent rachunkowości na Akademii Studiów Ekonomicznych w Bukareszcie. Uzyskał magisterium z zakresu administracji publicznej na Universitatea „Lucian Blaga” w Sybinie. Pracował jako ekonomista. W 1994 dołączył do Partii Narodowo-Liberalnej. W latach 2004–2016 przez trzy kadencje pełnił funkcję burmistrza Râșnova. W 2016 został przewodniczącym rady okręgu Braszów, a w 2020 stanął na czele Rumuńskiego Krajowego Związku Rad Okręgowych.
W czerwcu 2023 objął urząd ministra rozwoju, robót publicznych i administracji w utworzonym wówczas rządzie Marcela Ciolacu; sprawował go do listopada 2024. Wcześniej w tym samym roku został po raz kolejny wybrany na przewodniczącego rady okręgu Braszów.